# Tomomingi
Genre
Tomomingi est un genre d'araignées aranéomorphes de la famille des Salticidae.

## Distribution
Les espèces de ce genre se rencontrent en Afrique subsaharienne.

## Liste des espèces
Selon World Spider Catalog (version 18.0, 24/05/2017) :
- Tomomingi holmi (Prószyński & Zabka, 1983)
- Tomomingi keinoi (Prószyński & Zabka, 1983)
- Tomomingi kikuyu (Prószyński & Zabka, 1983)
- Tomomingi nywele Szüts & Scharff, 2009
- Tomomingi silvae Szüts & Scharff, 2009
- Tomomingi sjostedti (Lessert, 1925)
- Tomomingi szutsi Wesołowska & Haddad, 2013
- Tomomingi wastani Szüts & Scharff, 2009

## Publication originale
- Szűts & Scharff, 2009 : Revision of the living members of the genus Tomocyrba Simon, 1900 (Araneae: Salticidae). Contributions to Natural History, vol. 12, p. 1337-1372.